# Domésticas
Domésticas é um filme brasileiro, do gênero cômico, de 2001, dirigido por Nando Olival e Fernando Meirelles. É baseado na peça homônima (Domésticas) de Renata Melo.

## Elenco
- Cláudia Missura .... Raimunda
- Graziela Moretto .... Roxane
- Lena Roque .... Créo
- Olívia Araújo .... Quitéria
- Renata Melo .... Cida
- Robson Nunes .... Jailto
- Tiago Moraes .... Gilvan
- Luis Miranda .... Abreu
- Eduardo Estrela .... Antônio
- Bibba Chuqul .... Biba
- Ju Colombo .... Mirtes
- Clarice Azul .... Clarice
- Gero Camilo .... Claudiney
- Maria Assunção .... Cleusa
- Charles Paraventi .... cliente
- Fabio Madeira .... cobrador
- Cristina Rocha .... Cristina
- Romilda Costa Camilo .... Dona Ana
- Elizabete Freitas .... Elizabete
- Milhem Cortaz .... encanador
- Fabio Neppo .... entregador de pizza
- Fernanda Viacava .... Fernanda
- Georgette Fadel .... Georgette
- Roberta Garcia .... Kelly
- Théo Werneck .... ladrão
- Plínio Soares .... Léo
- Carlota Joaquina .... Lurdinha
- Cybele Jácome .... Mercedes
- Gueda Liberato .... Miranda
- X .... Ausprício
- Déo Teixeira .... namorado da Rai
- Patricia Gaspar .... Patrícia
- Rosana Pereira .... Rosana
- Cecília Homem de Mello .... Silvana
- Teca Pereira ....Teca
- Luciano Quirino .... Uilton
- Cleide Queiroz .... Zefa

## Trilha-Sonora
01.Eu vou rifar meu coração - Lindomar Castilho

02.Não Se Vá - Jane e Herondy

03.Domingo feliz - Angelo Máximo

04.Eu não sou cachorro, não - Waldick Soriano

05.A namorada que sonhei - Nilton César

06.Filho - Amado Batista

07.Ama-me - Jane e Herondy

08.Você é tudo para mim - Angelo Máximo

09.Você É Doida Demais - Lindomar Castilho

10.Estrada do sol - Perla

11.Me deixe te esquecer - Gilliard

12.Tenho - Sidney Magal

## Recepção
O Estado de S. Paulo elogiou o filme dizendo que ele consegue fugir o rumo da peça original, conseguindo assim ser engraçado sem ofender as domésticas. Os diálogos foram elogiados e o crítico do jornal gostou do fato dos diretores terem feito "um filme popular" ao invés de "uma abordagem sociológica".

### Prêmios
O filme foi premiado no Festival de Cinema de Recife, em 2001, nas categorias melhor fotografia e melhor atriz coadjuvante, este último  concedido pelo trabalho conjunto das atrizes Cláudia Missura, Graziella Moretto, Lena Roque, Olivia Araújo e Renata Melo. No Cine Ceará, as cinco também foram premiadas, porém desta vez na categoria "melhor atriz". Thiago Moraes ganhou o prêmio de melhor ator, Eduardo Estrela ganhou o de melhor ator coadjuvante e André Abujamra ganhou o de melhor música no Festnatal. Domésticas ganhou o Prix de la Jeunesse no Fim Festival Brugge e foi selecionado para o Tiger Awards no Festival de Cinema de Roterdã. Foi eleito o melhor filme no Festival de Cinema e Vídeo de Cuiabá, onde também ganhou o nas categorias melhor roteiro e melhor atriz revelação (Graziella Moretto).